# Dewoitine D.500
Девуатин D.500/D.510 (фр. Dewoitine D.500/D.510) — семейство одноместных французских истребителей с открытой кабиной и неубирающимся шасси Второй мировой войны. Самолёт разработан в конструкторском бюро фирмы «Девуатин» под руководством Эмиля Девуатина (фр. Émile Dewoitine). Серийно производился на заводах SNCAM: «Девуатин» в Тулузе, «Лиор-эт-Оливье» в Клиши и «Ателье шантье де ля Луар» в Сен-Назере с ноября 1934 по май 1938 года. Всего изготовлено 360 самолётов. Самолёт производился в трех вариантах — первоначальный D.500 с двигателем Hispano-Suiza 12X и пулемётным вооружением, D.501 c двигателем 12X и пушкой Hispano-Suiza в развале блока цилиндров и D.510 с двигателем Hispano-Suiza 12Y и пулемётно-пушечным вооружением.
Самолёт готовился для участия в конкурсе C1., где его конкурентами стали ANF Les Mureaux 170, Bernard 260, Blériot-SPAD S.510, Gourdou-Leseurre GL 482, Hanriot-Biche 110, Loire 43, Morane-Saulnier MS-325, NiD 120 и NiD 122, а также et Wibault 313. Наилучшие результаты показал Bernard 260, но банкротство компании Bernard прервало развитие этой конструкции.
На вооружение ВВС Франции самолёт поступил в апреле 1935 года, также состоял на вооружении в Китае с июля 1938 года. Впервые в боевых действиях истребитель использовался в декабре 1936 года во время Гражданской войны в Испании. С января 1939 года участвовал в Японо-китайской войне. Французские истребители ограниченно использовались в Странной войне, во время Битвы за Францию находились на вооружении отдельных подразделений ПВО. Во Франции D.500/D.510 снят с вооружения в конце июля 1940 года.

## Модификации

Схема D.500.

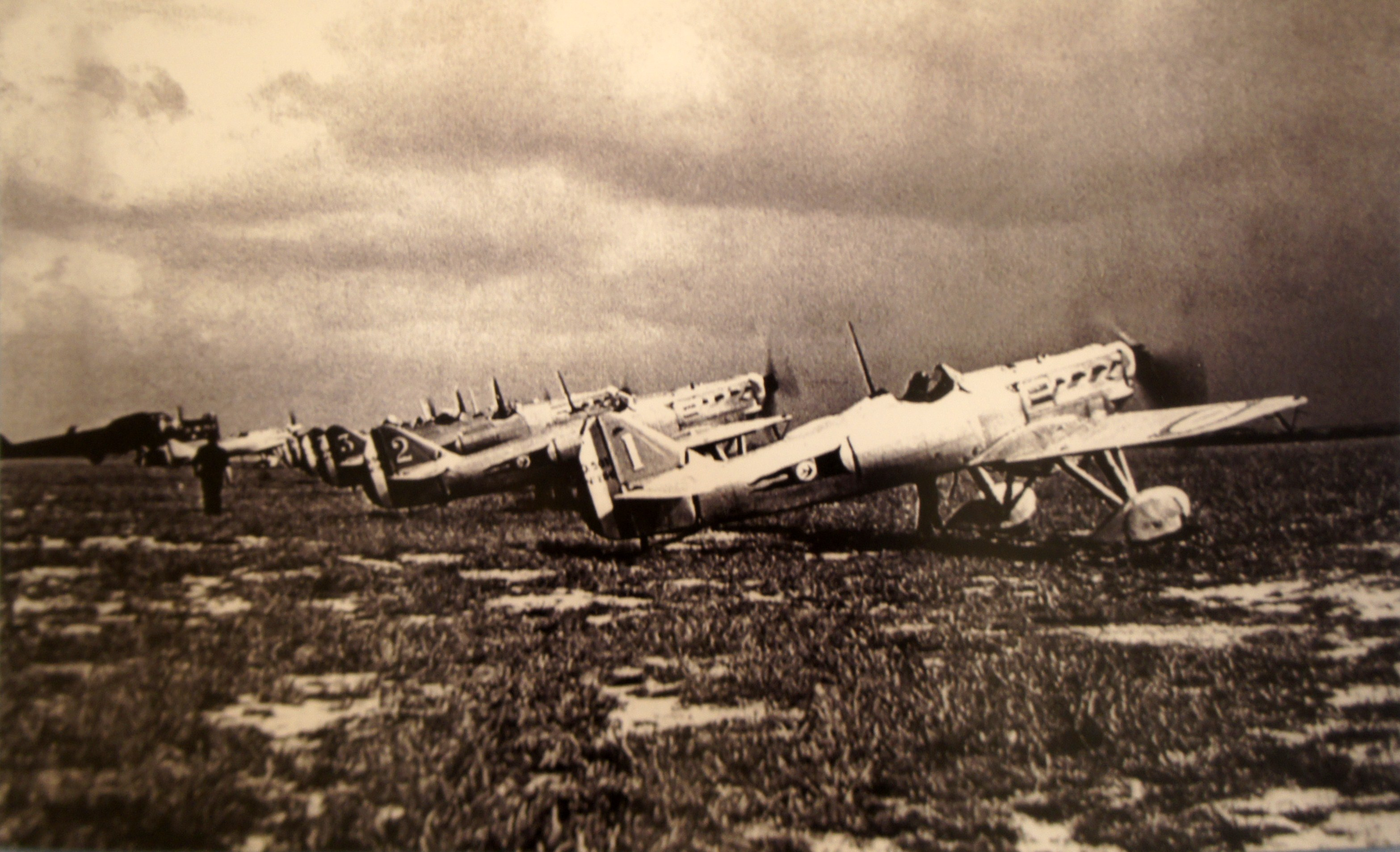
D.500 на аэродроме 112-й базы («Reims-Champagne») около 1938 г.

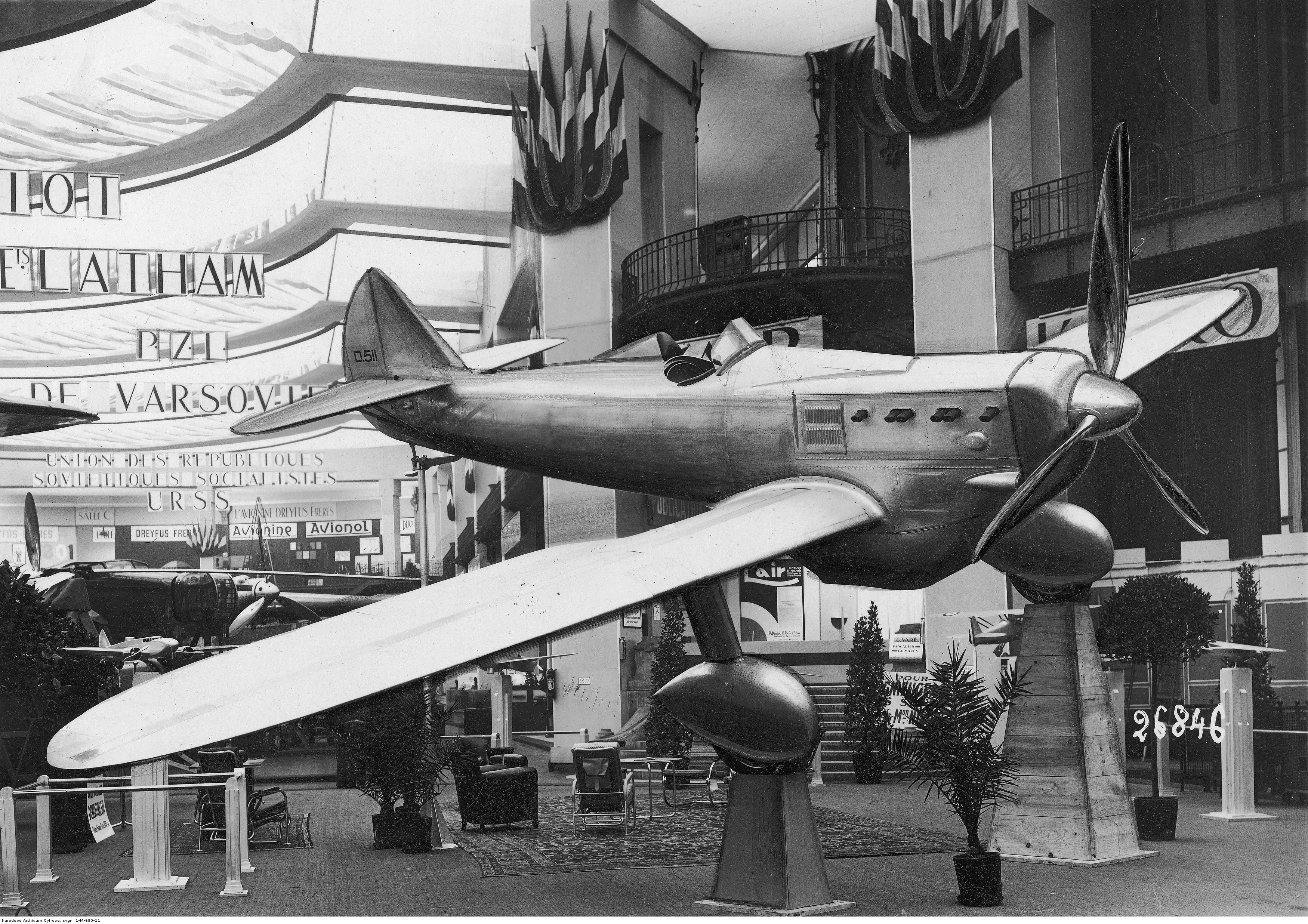
Прототип D.511

D.500.01
Первый прототип.
D.500
Первая серийная модификация с 691 л. с. (515 кВт) двигателем Hispano-Suiza 12Xbrs, вооружение — 2 × 7,7 мм (.303) пулемёта Виккерс, или 2 × 7,5 мм Дарн в носу и место в крыльях для установки двух дополнительных пулемётов Дарн. Построено 101.
D.500V
серия из 3 D.500, выпущенных для Венесуэлы.
D.501
Двигатель Hispano-Suiza 12Xcrs, вооружён 20-мм синхронизированной пушкой Hispano-Suiza S7, установленной в развале цилиндров и 2 крыльевыми пулемётами. Построено 157.
D.501L
серия из 14 D.501, построенных для Литвы.
D.503
Единственный прототип D.511, двигатель 12Xcrs с округлым лобовым радиатором, вооружение как у D.501. Первый полёт 15 апреля 1935 года, по результатам испытаний оказался хуже, чем D.500. Этот самолёт непродолжительное время использовал в качестве личного французский ас Рене Фонк.
D.510
860-сильный (640 кВт) Hispano-Suiza 12Ycrs, 20-мм пушка Hispano, 2 7,5-мм крыльевых пулемёта MAC 1934. Первый полёт 14 августа 1934 года, построено 120.
D.510J
D.510 для испытаний в Японии в 1935 году, построены 1 или 2, в ВВС Императорского флота Японии обозначался как AXD1, в Армии — «Истребитель тип ДЭ» (デ式戦闘機). По результатам испытаний выявилось преимущество японских истребителей A5M и Ki-27.
D.510A
серия из 1 D.510 для испытаний в Великобритании.
D.510C
серия из 24 D.510 для ВВС Китайской Республики.
D.510R
D.510 для испытаний в СССР — 1.
D.510T
серия из 12 D.510, строившаяся для Турции, но не поставленная из-за эмбарго; по некоторым данным именно эти самолёты попали в ВВС Республиканской Испании.
D.511
Прототип с фюзеляжем и хвостом D.500 и уменьшенными крыльями, свободнонесущие стойки шасси, двигатель 12Ycrs. Единственный экземпляр построен в 1934 году, никогда не летал, переделан в D.503.

## Тактико-технические характеристики
Приведённые ниже характеристики соответствуют модификации D.501/D.510:
Источник данных: D.500 "Уголок неба"/D.510 "Уголок неба"

Технические характеристики
- Экипаж: 1 пилот
- Длина: 7,7 м
- Размах крыла: 12,09 м
- Высота: 2,42 м
- Площадь крыла: 16,5 м²
- Масса пустого: 1422 кг
- Нормальная взлётная масса: 1710/1923 кг
- Силовая установка: 1 × жидкостный Hispano-Suiza 12Xcrs/Hispano-Suiza 12Ycrs
- Мощность двигателей: 1 × 660/860 л.с. (1 × 485/640 кВт)

Лётные характеристики
- Максимальная скорость: 369/442 км/ч
- Крейсерская скорость: 304/332 км/ч
- Практическая дальность: 860 км
- Практический потолок: 11 000 м
- Скороподъёмность: 14,85 м/с
- Нагрузка на крыло: 104/117 кг/м² (расч.)
- Тяговооружённость: 285/330 Вт/кг (расч.)

Вооружение
- Стрелково-пушечное:  
  - 1 × 20 мм пушка Hispano-Suiza HS.9
  - 2 × 7,5 мм пулемёта MAC 1934 в крыле

## Эксплуатанты
Франция
- ВВС Франции: 98 D.500, 130 D.501 и 88 D.510
- Aeronavale: 30 D.501

 Республиканская Испания
- Испанская республиканская авиация 7 самолётов D.500 и 2 D.510 числились в Escuadrilla Internacional.

 Китайская Республика
- ВВС Китайской Республики: 24 D.510C

 Япония
- ВВС Императорского флота Японии испытывались купленные летом 1935 г. 2 D.510J (AXD)

 Литва
- Dewoitine D.501L ВВС Литвы, 1938—1940 ВВС Литвы — 14 D.501L

 Польша
- *  Польские ВВС во Франции

 СССР

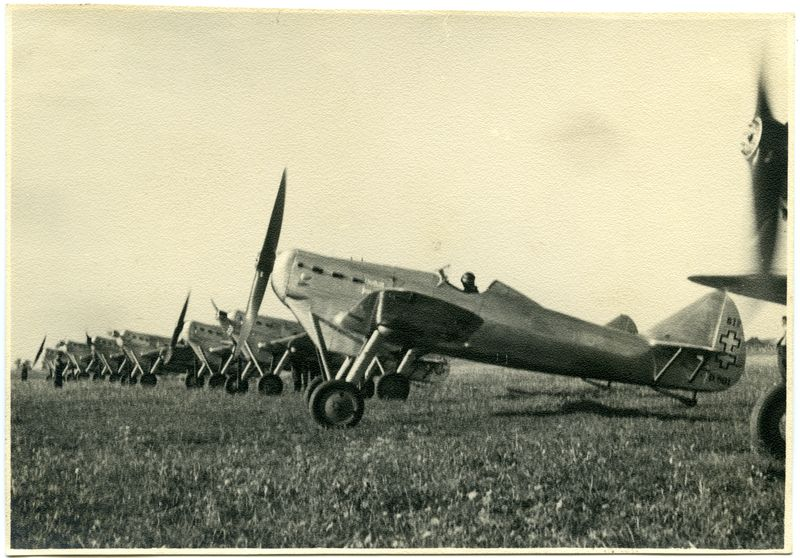
Dewoitine D.501L ВВС Литвы, 1938—1940

- ВВС СССР испытывался 1 D.510R

 Великобритания
- Royal Air Force: испытывался 1 510A;

 Венесуэла
- Военно-воздушные силы Венесуэлы — 3 D.500V